# Akademischer Mittelbau
Akademischer Mittelbau ist die Bezeichnung für die Gruppe der wissenschaftlichen und künstlerischen Mitarbeiter an Hochschulen. Es handelt sich dabei um examiniertes beziehungsweise graduiertes wissenschaftliches Personal, welches keine Professur innehat. Die offiziellen Bezeichnungen variieren je nach Hochschulgesetz. Diese Gruppe umfasst in Deutschland diejenigen Wissenschaftler (bzw. Künstler an Kunsthochschulen) und Dozenten, die keine Hochschullehrpersonen sind (in Österreich gibt es hingegen auch „Mittelbau-Professuren“, nämlich außerordentliche und Assistenzprofessoren). Sie wird als Mittelbau bezeichnet, weil es zudem auch noch die Gruppe der Studenten und die der sonstigen, nichtwissenschaftlichen Mitarbeiter gibt. Die Gruppe entsendet Vertreter in die Gremien der akademischen Selbstverwaltung. Allerdings sind diese Gremien seit einem Urteil des Bundesverfassungsgerichtes 1975 so zusammengesetzt, dass die Professoren, falls sie geschlossen abstimmen, nicht überstimmt werden können (Professorenmehrheit).

## Zusammensetzung
Es gibt verschiedene Arten von Mitarbeitern, die zum akademischen Mittelbau gehören, wobei die Bezeichnungen in Deutschland, in der Schweiz und in Österreich nicht einheitlich sind und sich teilweise auch widersprechen.

### Deutschland
Die folgende Einteilung schildert die Situation in Deutschland:
- Mitarbeiter auf Dauerstellen, dazu gehören:
  - wissenschaftliche und künstlerische Angestellte ohne Befristung (meist auf Funktionsstellen),
  - Akademische Räte, Akademische Oberräte, Oberingenieure, Akademische Direktoren und Leitende Akademische Direktoren,
  - viele Ärzte, Oberärzte und gelegentlich Chefärzte (soweit sie nicht Professoren sind) an Universitätskliniken,
  - Universitäts-Lektoren,
  - Senior Researcher und Senior Lecturer
  - Studienräte und  Oberstudienräte im Hochschuldienst,
  - einige wissenschaftliche Oberassistenten und Oberingenieure,
  - einige der Lehrkräfte für besondere Aufgaben.

- Mitarbeiter auf Qualifikationsstellen und Drittmittelstellen:
  - wissenschaftliche und künstlerische Angestellte auf Zeit (oft Doktoranden, diese vielfach auf halben Stellen),
  - wissenschaftliche Assistenten (promovierte Mitarbeiter, die eine Habilitation anstreben, ältere Bezeichnung: Hochschulassistenten),
  - Assistenzärzte an Universitätskliniken,
  - Hochschuldozenten und Privatdozenten,
  - viele Ärzte und Oberärzte an Universitätskliniken,
  - Universitätslektoren
  - Senior Researcher und Senior Lecturer
  - Akademische Räte auf Zeit (in der Regel als Habilitanden)
- Mitarbeitende mit Tätigkeiten auf Honorarbasis oder Kurzzeitverträgen, u. a.:
  - Lehrbeauftragte
  - Arbeitskräfte mit Werkvertrag
  - wissenschaftliche Hilfskräfte (mit Masterabschluss)

In den meisten Fächern übersteigt die Zahl der befristet beschäftigten Mitglieder des Mittelbaus die der dauerhaft Angestellten bei weitem. Laut dem Bundesbericht Wissenschaftlicher Nachwuchs 2017 sind 93 % der Nachwuchsforscher an Hochschulen befristet angestellt. An außeruniversitären Forschungseinrichtungen sind es 84 %. Eine Fortsetzung der befristeten Beschäftigung ist dabei in Deutschland nicht mehr unbegrenzt möglich.

### Österreich
In Österreich gehören folgende Mitarbeiter zum akademischen Mittelbau:
- außerordentliche Universitätsprofessoren (ao. Univ.-Prof.)
- Assistenzprofessoren (Ass.-Prof.)
- Senior Scientists / Senior Artists und Senior Lecturer
- Universitätsassistenten (Univ.-Ass.) mit und ohne Doktorat
- Projektmitarbeiter
- Drittmittelangestellte
- an der jeweiligen Universität angestellte Lektoren
- Studienassistenten

Die ersten drei Gruppen sind teilweise unbefristet angestellt (Senior Scientist, Senior Lecturer) oder verbeamtet (ao. Univ.-Prof., Ass.-Prof.), die anderen befristet angestellt. Alle Gruppen sind zur Wahl in die Fakultätskonferenz berechtigt.

## Interessenvertretung
Trotz der heterogenen Zusammensetzung des akademischen Mittelbaus haben sich an zahlreichen Hochschulstandorten Organisationen mit dem Zweck der fachbereichs- und laufbahnübergreifenden Interessenvertretungen außerhalb der hochschulinternen Gremienstrukturen gegründet. Ziel ist eine Verbesserung der Arbeitsbedingungen und Berufsperspektiven. Neben den etablierten Gewerkschaften – Gewerkschaft Erziehung und Wissenschaft (GEW) und Vereinte Dienstleistungsgewerkschaft (Verdi) – die für die Aushandlung von Tarifverträgen im akademischen Bereich verantwortlich sind und den Personal- und Betriebsräten, die für die gesetzlich zugesicherte Mitbestimmung bei Belangen der lokalen Arbeitsbedingungen haben, sind an vielen Hochschulen Mittelbauinitiativen entstanden. Von 1968 bis 1974 bestand außerdem die Bundesassistentenkonferenz als Vertretung auf Bundesebene.
| Hochschulstandort             | Name der Organisation                                                       | Status          |
| ----------------------------- | --------------------------------------------------------------------------- | --------------- |
| FU Berlin                     | FU-Mittelbau                                                                | aktiv           |
| TU Berlin                     | MittelbauINI                                                                | aktiv           |
| Universität Bremen            | KRAM                                                                        | aktiv seit 1994 |
| TU Dresden                    | mid – Mittelbauinitiative Dresden                                           | aktiv           |
| Universität Frankfurt am Main | unter_bau                                                                   | aktiv           |
| Universität Göttingen         | Mittelbauinitiative Göttingen                                               | inaktiv         |
| Universität Heidelberg        | VAM – Vereinigung des Akademischen Mittelbaus an der Universität Heidelberg | aktiv seit 1969 |
| Universität Kassel            | Mittelbaunetzwerk an der Universität Kassel                                 | aktiv           |
| Universität Leipzig           | MULe – Mittelbauinitiative Leipzig                                          | aktiv           |
| Universität Münster           | MiMs – Mittelbauinitiative Münster                                          | aktiv           |
| Universität Oldenburg         | Mittelbauinitiative Oldenburg                                               | aktiv           |
| Universität Stuttgart         | AKAM – Arbeitskreis Akademischer Mittelbau                                  | aktiv           |
| Universität Augsburg          | Konvent der wissenschaftlichen und künstlerischen Mitarbeiter               | aktiv           |

Im Jahr 2017 konstituierte sich in Leipzig das Netzwerk für Gute Arbeit in der Wissenschaft mit dem Ziel lokale Interessenvertretungen bundesweit miteinander zu vernetzen. Zentrale Forderungen reichen von der Abschaffung des Sonderbefristungsrecht für Hochschulen (WissZeitVG), eine Anpassung der Stellenprofile von Ausschreibungen an tatsächliche Arbeitserfordernisse bis hin zur Reformierung des Lehrstuhlprinzips. Das Netzwerk bietet Initiativen der einzelnen Hochschulen eine übergeordnete Plattform.
Aufgrund des in Deutschland vorherrschenden Föderalismus gilt für jedes Land ein eigenes Landeshochschulgesetz. Damit variiert das Ausmaß der prekären Arbeitssituation infolge befristeter Verträge zwischen den verschiedenen Ländern. Die Umsetzung des bundesweit geltenden WissZeitVG wird an den unterschiedlichen Standorten verschiedentlich gehandhabt. Dabei hängt die Ausgestaltung der Arbeitssituation auch von der örtlichen Kooperations- und Diskurskultur ab. Es gab zahlreiche Versuche sowohl landesweit als auch bundesweit einheitliche Richtlinien zu etablieren. Um unter den gegebenen Bedingungen die universitäre Befristungspraxis teilweise zu kompensieren, können Dienstvereinbarungen durch die Personalräte unbillige Härten reduzieren. Mittelbauinitiativen hingegen zielen – wie oben beschrieben – auf eine generelle Abkehr der vorherrschenden Anstellungspraxis ab.
Die Mittelbauinitiative der Universität Bremen gründete sich im Jahr 1994 (mit im Akademischen Senat bestätigter Satzung). Der Stadtstaat Bremen hat in seiner Vierten Hochschulnovelle im Jahre 2017 den Weg für verstetigte Tenure-Track-Stellen gebahnt. Der sogenannte Universitätslektor (in befristeter sowie unbefristeter Variante) bestand schon seit der Dritten Hochschulnovelle. Im Jahre 2016 wurde zwischen Senatorischer Behörde, Hochschulleitungen, Gewerkschaften und Interessenvertretungen ein Rahmenkodex „Vertragssituationen und Rahmenbedingungen von Beschäftigungen an den staatlichen Bremischen Hochschulen“ verhandelt und verabschiedet. Flankiert wird dessen Umsetzung unter anderem mit einer schon zuvor ausgehandelten Dienstvereinbarung über die Dauer von Arbeitsverträgen für Angestellte im akademischen Mittelbau.